# Florence (jogo eletrônico)
Florence é um jogo eletrônico de história interativa desenvolvido pelo estúdio australiano Mountains e publicado pela Annapurna Interactive. O jogo foi lançado em 14 de fevereiro de 2018 (Dia dos Namorados) para os sistemas iOS e em 14 de março de 2018 para Android. Posteriormente, a versão do jogo para as plataformas Microsoft Windows, macOS e Nintendo Switch foram lançadas no dia 13 de fevereiro de 2020.
Em Florence, o jogador segue a história de Florence Yeoh, de 25 anos, que vive sua rotina diária até que conhece Krish, um violoncelista que ela vê no parque. O jogo apresenta pouco diálogo escrito e conta a história de Florence através de uma série de capítulos resumidos. Algumas mecânicas de quebra-cabeça são utilizadas para reforçar partes da vida de Florence à medida que os jogadores progridem na história dela.
O chefe de design Ken Wong queria criar jogos que evitassem a violência e tomou o seu trabalho em Monument Valley como inspiração para fazer uma experiência focada na narrativa, e que incluísse quebra-cabeças. Desde o seu lançamento, o jogo foi recebido com críticas favoráveis que elogiaram o estilo de arte, a música e a estrutura narrativa do jogo.

## Jogabilidade

Florence retrata o constrangimento de um primeiro encontro através de um minijogo de quebra-cabeça. À medida que a protagonista fica mais à vontade conversando com Krish, os quebra-cabeças ficam mais fáceis de resolver.

Florence é dividido em 20 capítulos, cada um apresentando uma parte diferente da vida de Florence Yeoh. Os capítulos são separados em seis atos, que representam diferentes partes do crescimento e amadurecimento de Florence. O jogo se desenrola de maneira linear, exigindo informações do jogador na forma de minijogos curtos que ajudam a imitar ou revelar os pensamentos e ações de Florence. Tais minijogos incluem por exemplo: Florence escovando os dentes, Florence seguindo o som de um violoncelo para encontrar Krish, Krish limpando seu quarto antes de Florence visitá-lo e Florence arrumando suas coisas quando Krish se muda—e devolvendo as coisas de Krish quando ele se muda—entre outros. São necessários aproximadamente 30 minutos para concluir Florence. 

## Enredo
O jogo segue de Florence Yeoh, uma mulher de 25 anos que vive sozinha e está habituada a levar uma rotina monótona de trabalhar em seu emprego e interagir sem pensar com as mídias sociais em seu percurso. Durante uma manhã, seu telefone pifa e ela segue o som de um violoncelo e encontra Krish, um artista de rua, pela primeira vez. Krish faz amizade com ela e eles fazem em alguns encontros. Quando eles se beijam pela primeira vez ambos começam a levar o relacionamento mais a sério. Krish decide se mudar com Florence e é incentivado por ela para seguir seus sonhos de ser um grande violoncelista. E Krish, como forma de agradecimento, presenteia Florence com um conjunto de pinturas e Florence fantasia em seguir sua paixão para tornar-se uma artista.
Seis meses depois, o casal brigam pela primeira vez enquanto faziam compras em uma mercearia. Um ano depois, os dois entram em uma rotina onde começam a se distanciarem. Até que, após mais uma briga, Krish se muda. Florence decide deixar o emprego e seguir sua paixão pelas pinturas, e termina obtendo bastante sucesso.

## Desenvolvimento

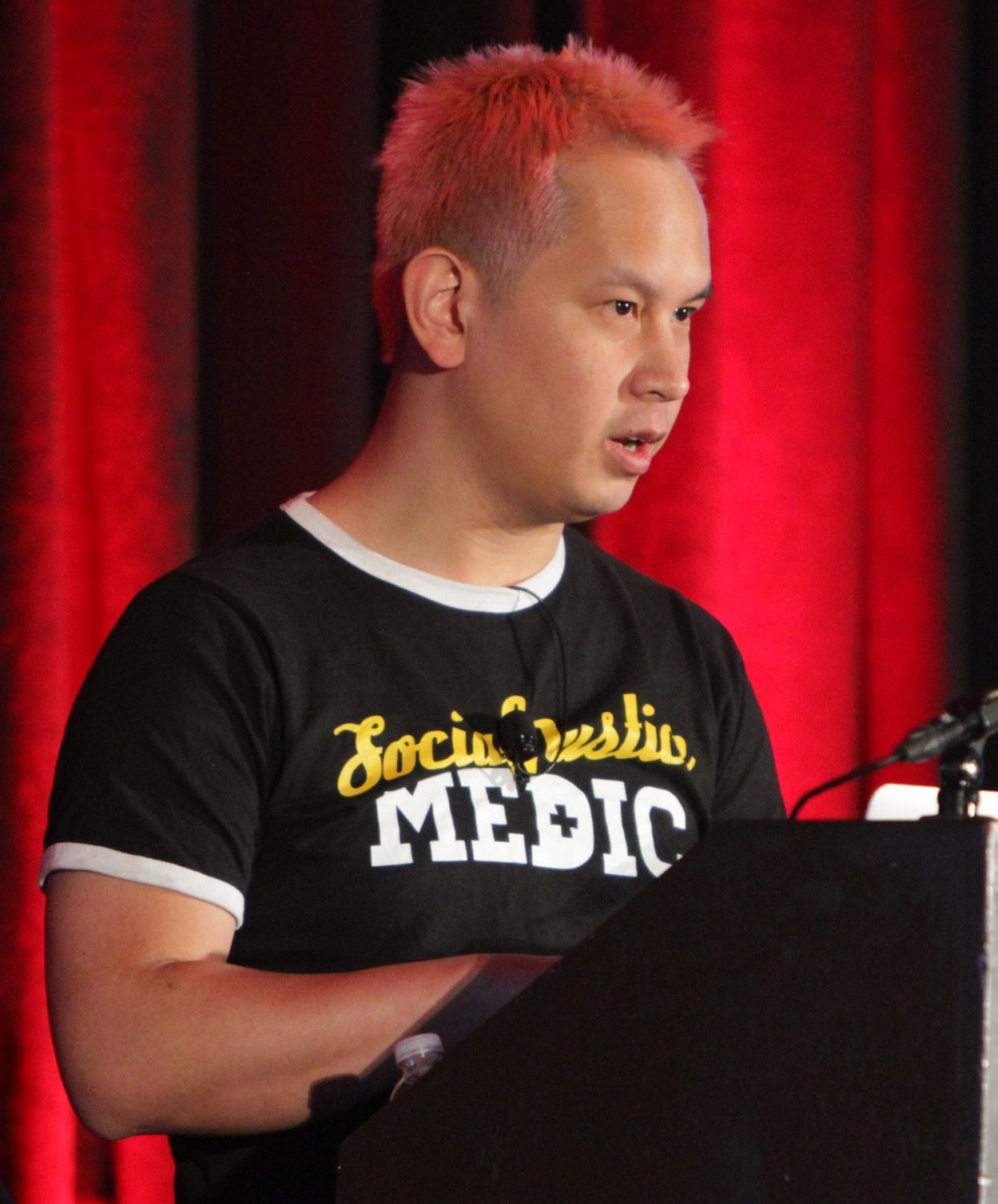
Ken Wong, o designer-chefe de Florence, queria criar um jogo que evitasse a temática de violência.

Após seu trabalho bem sucedido em Monument Valley, o designer de jogos Ken Wong sentiu que havia feito tudo o que podia em seu estúdio de desenvolvimento, Ustwo, e queria criar seu próprio estúdio. Ele decidiu voltar para sua terra natal na Austrália depois de perceber o crescimento contínuo na área de desenvolvimento de jogos na cidade de Melbourne. Por lá, Wong conseguiu fundar uma nova empresa chamada Mountains.
Depois de contratar funcionários, Mountains não demonstrou nenhuma direção sobre que tipo de jogo eles queriam criar. Wong declarou que sua abordagem era primeiro contratar uma equipe e somente depois criar um jogo sólido. A equipe discutiu como o filme e os livros exploravam regularmente o amor e as emoções humanas, mas que tais aspectos sempre careciam no projeto do jogo e que isso seria um "bom desafio". Eles optaram por seguir o conceito e criaram Florence. Ele foi o primeiro jogo em que Wong trabalhou desde Monument Valley.
Wong e o resto da equipe queriam fazer um jogo que evitasse qualquer tipo de violência. Wong declarou: "Eu queria explorar que tipo de histórias e que tipo de dinâmica podemos obter sem recorrer à violência." A Mountains decidiu criar o jogo para os sistemas de celulares no intuito de que ele fosse o mais acessível possível. O objetivo da equipe era criar um jogo no qual os jogadores se concentrassem em explorar emoções em vez de alcançar objetivos. Em contraste com Monument Valley, o jogo anterior de Wong, eles queriam que o trabalho obtivesse uma experiência semelhante a uma história em quadrinhos ou filme mudo, com foco na narrativa. Wong e a equipe de desenvolvimento tiveram alguns longas-metragens como inspiração para a concepção de Florence, citando especificamente 500 Days of Summer, Eternal Sunshine of the Spotless Mind e Titanic.
Desde o início do projeto, os desenvolvedores queriam tornar o jogo uma experiência linear, isto deveu-se à preocupação de que pessoas com mais experiência de vida fizessem as escolhas "corretas" e evitassem a moral do jogo. A Mountains foi inspirada pela maneira como as pessoas consomem outras mídias pelas conexões emocionais que elas transmitem e queriam trazer esse sentimento para os videogames. A equipe decidiu usar a música como substituto no lugar de linhas de diálogo durante todo o jogo, com o violoncelo representando Krish enquanto o piano acompanha Florence. No entanto, a Mountains optou por utilizar diversos temas musicais para os personagens depois de criá-los acidentalmente durante o desenvolvimento do capítulo "Mercearia", onde Krish e Florence brigam pela primeira vez. Wong revelou que escolheu o nome da protagonista de Florence porque ela foi pensada para ser uma sino-australiana cujos pais escolheram um "nome antiquado" para sua filha quando imigraram.
As versões do jogo para as plataformas Microsoft Windows, macOS e Nintendo Switch foram lançadas no dia 13 de fevereiro de 2020.

## Recepção

### Crítica
Florence foi anunciado no dia 24 de outubro de 2017. Durante o PAX Australia 2017, uma demonstração focada nos primeiros 15 minutos do jogo foi exibida publicamente e recebeu notas positivas dos jornalistas de videogame australianos. Rae Johnston, da Kotaku Austrália, chamou Florence de seu "jogo em destaque" e achou que os minijogos do título conseguiram fazê-la investir nos personagens. Alayna Cole, escrevendo para o PC Authority, elogiou o jogo por se destacar com uma história sobre amor e diversidade, e descreveu que o sentiu "como uma raridade" na cultura moderna de videogames.
Florence foi bem recebido pelos críticos no geral. CJ Andriessen, do Destructoid, descreveu o jogo como "um produto realmente bonito" sentindo que era um dos dispositivos de narrativa mais imaginativos que ele já havia visto. Tim Biggs, do The Sydney Morning Herald, considerou que os minijogos tornaram Florence "verdadeiramente especial" e que era "de tirar o fôlego e emocionalmente afirmativo". Em sua análise para o The Guardian, Jordan Erica elogiou a capacidade que Florence demonstrou para capturar "como é se apaixonar pela primeira vez". Christian Donlan, do Eurogamer, observou que o formato de quebra-cabeças do jogo para a vida da protagonista não "funciona muito bem", mas que ainda amou a jornada que o jogo fornece. Patrick Shanley, do The Hollywood Reporter, elogiou Wong e sua equipe por terem acertado o aspecto de "conhecer você" do namoro. Esra Krabbe, da IGN Japão, chamou Florence de "obra de arte universal" e o elogiou como um jogo que qualquer um poderia jogar. Simon Parkin, do The Guardian, listou Florence como seu "Jogo do Mês" evidenciando que o jogo nunca pareceu banal e foi bem executado.
Muitas análises compararam o jogo à série WarioWare. Andrew Webster, do The Verge, comparou o jogo a um "quadrinho online cruzado com WarioWare" enquanto que Allegra Frank, da Polygon, elogiou os minijogos do jogo por fazer com que o componente emocional do jogo ressoasse com o jogador. Andriessen, do Destructoid, ecoou as palavras de Frank sobre a eficácia dos minijogos e achou que o jogo era um "produto bonito".
As críticas negativas focaram em alguns elementos da história, especificamente em seu final. Andriessen, do Destructoid, afirmou que o jogo deixou-o com uma "opinião pessimista" sobre o amor e observou que "é a busca narcísica de sua verdadeira paixão, a arte, que vence no final". Donlan da Eurogamer, por sua vez, considerou que o final trocou "um clichê fácil por outro", apesar de concluir que a decepção do final pode ter sido o ponto-chave.

### Vendas

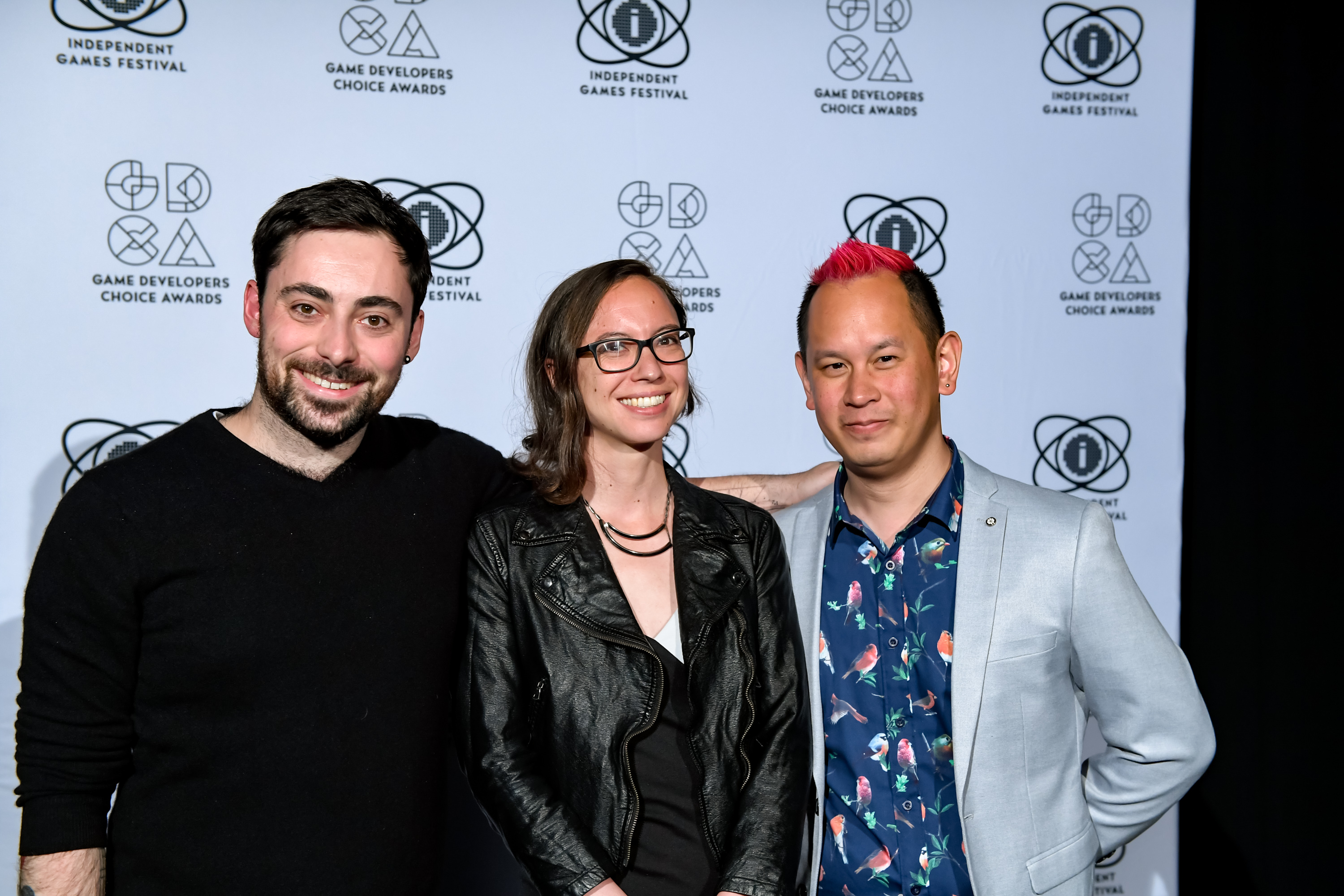
O compositor de Florence Kevin Penkin (à esquerda), a produtora Kamina Vincent e o diretor criativo Ken Wong no Game Developers Choice Awards de 2019.

Florence conseguiu cobrir seus custos de desenvolvimento, no entanto ele não arrecadou dinheiro suficiente para financiar o próximo projeto da Mountains. Ken Wong, designer-chefe de Florence, descreveu que as vendas do jogo foram "boas" afirmando que "Mobile Premium é difícil". Durante um painel de discussão, Wong mencionou que metade das vendas de Florence vieram da China e observou que as pessoas jogaram o jogo mais no idioma mandarim do que em inglês. Em 2019, Wong relatou durante a Game Developers Conference que 88% das vendas foram no iOS, sendo 41% dessas vendas provenientes da China.

### Prêmios
O jogo foi vice-campeão na categoria de "Melhor Momento ou Sequência" juntamente com "Tentando Reconstituir o Relacionamento" na Premiação de Jogo do Ano de 2018 promovida pelo Giant Bomb. A Polygon, por sua vez, nomeou Florence entre os melhores jogos da década.
| Ano  | Prêmio                                                | Categoria                                  | Resultado | Ref.          |
| ---- | ----------------------------------------------------- | ------------------------------------------ | --------- | ------------- |
| 2018 | Golden Joystick Awards                                | Jogo de Celular do Ano                     | Indicado  | [ 25 ] [ 26 ] |
| 2018 | The Game Awards 2018                                  | Jogo Mais Impactante                       | Indicado  | [ 27 ] [ 28 ] |
| 2018 | The Game Awards 2018                                  | Melhor Jogo de Celular                     | Venceu    | [ 27 ] [ 28 ] |
| 2018 | The Game Awards 2018                                  | Melhor Estreia Independente                | Indicado  | [ 27 ] [ 28 ] |
| 2018 | Gamers' Choice Awards                                 | Jogo de Celular Favorito pelos Fãs         | Indicado  | [ 29 ]        |
| 2018 | Australian Games Awards                               | Jogo do Ano Desenvolvido na Austrália      | Indicado  | [ 30 ]        |
| 2019 | New York Game Awards                                  | Prêmio A-Train de Melhor Jogo Para Celular | Venceu    | [ 31 ] [ 32 ] |
| 2019 | 22º Annual D.I.C.E. Awards                            | Excelência por Narrativa                   | Indicado  | [ 33 ] [ 34 ] |
| 2019 | 22º Annual D.I.C.E. Awards                            | Excelência por Jogo Independente           | Indicado  | [ 33 ] [ 34 ] |
| 2019 | 22º Annual D.I.C.E. Awards                            | Jogo Portátil do Ano                       | Venceu    | [ 33 ] [ 34 ] |
| 2019 | 22º Annual D.I.C.E. Awards                            | Excelência por Direção de Jogo             | Indicado  | [ 33 ] [ 34 ] |
| 2019 | National Academy of Video Game Trade Reviewers Awards | Jogo, Aventura Original                    | Indicado  | [ 35 ]        |
| 2019 | National Academy of Video Game Trade Reviewers Awards | Jogo, Classe Especial                      | Indicado  | [ 35 ]        |
| 2019 | SXSW Gaming Awards                                    | Excelência em Narrativa                    | Indicado  | [ 36 ]        |
| 2019 | SXSW Gaming Awards                                    | Jogo de Celular do Ano                     | Indicado  | [ 36 ]        |
| 2019 | Game Developers Choice Awards                         | Melhor Estreia (Mountais)                  | Venceu    | [ 37 ] [ 38 ] |
| 2019 | Game Developers Choice Awards                         | Melhor Jogo de Celular                     | Venceu    | [ 37 ] [ 38 ] |
| 2019 | Game Developers Choice Awards                         | Prêmio de Inovação                         | Indicado  | [ 37 ] [ 38 ] |
| 2019 | Game Developers Choice Awards                         | Melhor Narrativa                           | Indicado  | [ 37 ] [ 38 ] |
| 2019 | 15º British Academy Games Awards                      | Jogo de Estreia                            | Indicado  | [ 39 ] [ 40 ] |
| 2019 | 15º British Academy Games Awards                      | Jogo Além do Entretenimento                | Indicado  | [ 39 ] [ 40 ] |
| 2019 | 15º British Academy Games Awards                      | Jogo de Celular                            | Venceu    | [ 39 ] [ 40 ] |
| 2019 | 15º British Academy Games Awards                      | Narrativa                                  | Indicado  | [ 39 ] [ 40 ] |
| 2019 | 15º British Academy Games Awards                      | Música                                     | Indicado  | [ 39 ] [ 40 ] |
| 2019 | 15º British Academy Games Awards                      | Propriedade Original                       | Indicado  | [ 39 ] [ 40 ] |
| 2019 | Italian Video Game Awards                             | Melhor Jogo de Celular                     | Venceu    | [ 41 ]        |
| 2019 | Italian Video Game Awards                             | Jogo Além do Entretenimento                | Indicado  | [ 41 ]        |
| 2019 | Webby Awards 2019                                     | Melhor Direção de Arte                     | Indicado  | [ 42 ] [ 43 ] |
| 2019 | Webby Awards 2019                                     | Melhor Design de Jogo                      | Venceu    | [ 42 ] [ 43 ] |
| 2019 | Webby Awards 2019                                     | Melhor Design de Música/Som                | Indicado  | [ 42 ] [ 43 ] |
| 2019 | Webby Awards 2019                                     | Melhor Roteiro                             | Indicado  | [ 42 ] [ 43 ] |
| 2019 | Games for Change Awards                               | Melhor Jogabilidade                        | Indicado  | [ 44 ]        |